# Mạng lưới Mây tre Quốc tế
Mạng lưới Mây tre Quốc tế, viết tắt là INBAR (International Network for Bamboo and Rattan ) là một tổ chức liên chính phủ , phi lợi nhuận  quốc tế hoạt động trong nỗ lực xóa đói giảm nghèo bằng phát triển khai thác mây tre.
INBAR thành lập năm 1997 , là thành viên của Association of International Research and Development Centers for Agriculture (AIRCA).

## Hoạt động
INBAR kết nối một mạng lưới toàn cầu của các đối tác từ các chính phủ, tư nhân và khu vực phi lợi nhuận tại hơn 50 quốc gia.
INBAR thúc đẩy phát triển bền vững với mây tre đan bằng cách củng cố, điều phối và hỗ trợ nghiên cứu và phát triển chiến lược và thích ứng.

## Lịch sử
INBAR tiến hóa từ một mạng lưới các nhà nghiên cứu mây tre đan thành lập vào năm 1984 do Trung tâm Nghiên cứu Phát triển Quốc tế (IDRC - International Development Research Centre) của Canada. Năm 1993 mạng đã được chính thức hóa dưới tên hiện tại của nó, nhưng vẫn là một dự án của IDRC.
Làm việc để khởi động INBAR là một tổ chức độc lập bắt đầu vào năm 1995, và được hoàn thành vào năm 1997 khi INBAR trở thành một tổ chức độc lập với trụ sở chính tại Bắc Kinh, Trung Quốc, và là tổ chức liên chính phủ đầu tiên được đặt trụ sở chính tại đây.